# Kei
Kei (engelska: Great Kei River, afrikaans: Groot Keirivier) är en flod i Östra Kapprovinsen i Sydafrika. 
Kei bildas vid sammanflödet av White Kei (Wit Kei) och Black Kei (Swart Kei), mellan Cathcart och Cofimvaba. Floden, liksom flera av dess biflöden, har meandrande lopp.
Kei mynnar i Indiska Oceanen vid Kei Mouth, cirka 70 km nordost om East London. 
Flodens namn ingick i de tidigare bantustan-länderna Ciskei och Transkei.

## Externa länkar

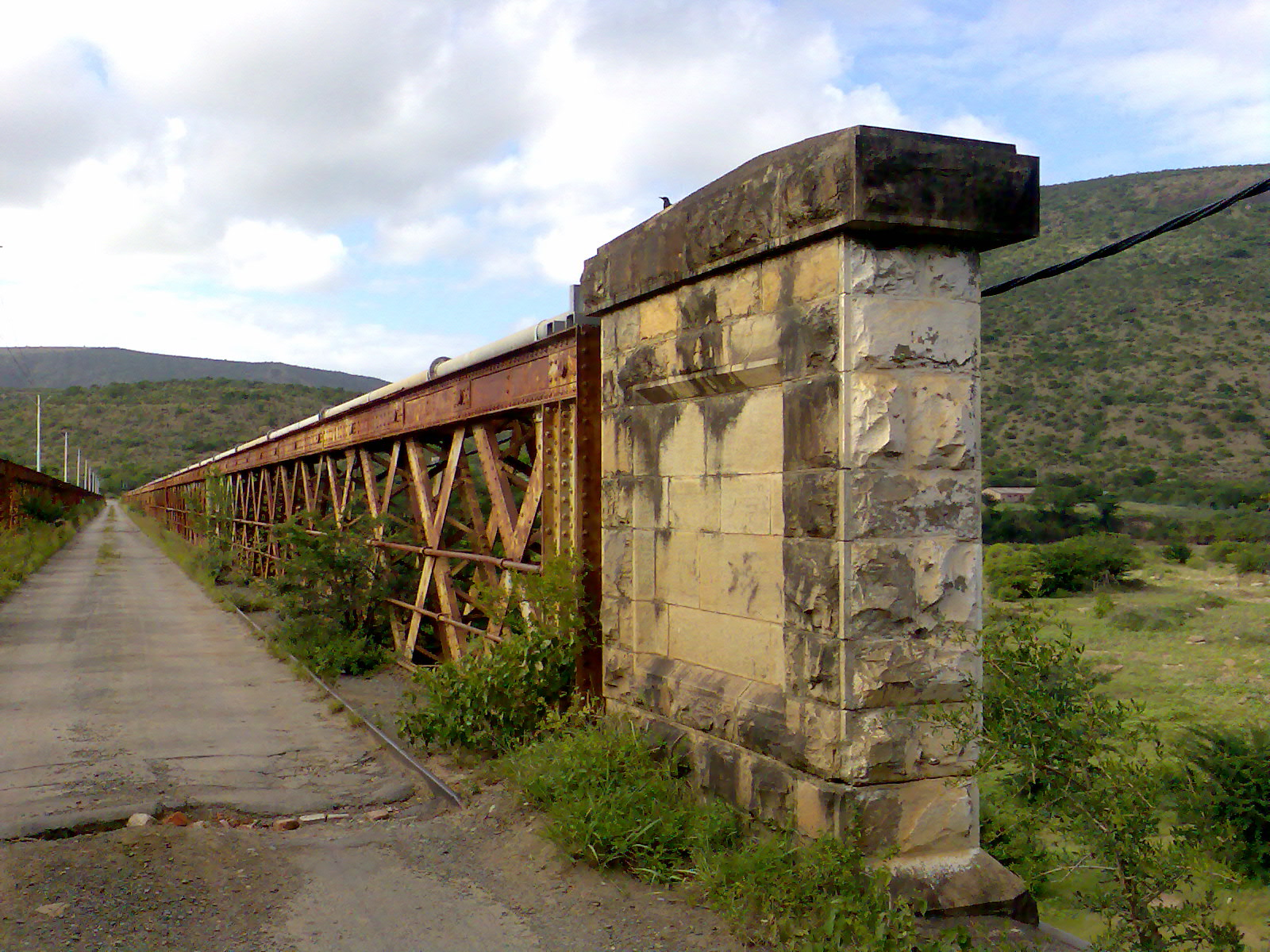
Bro över Kei